# Fecal Matter
Fecal Matter was een kortstondig bestaande punkband uit Aberdeen in de Amerikaanse staat Washington die in 1985 werd opgericht door de latere Nirvana-zanger Kurt Cobain en Dale Crover van de The Melvins. Een even kortstondige latere versie van de groep bestaande uit de Melvinsleden Buzz Osborne en Mike Dillard ontstond het jaar daarop.
De enige opname van de groep was de demo Illiteracy Will Prevail. Samen met Crover, die drumde omdat voormalig drummer Greg Hokanson uit de groep was gestapt, nam Cobain bij zijn tante Mari Earl enkele van hun nummers op. Twee daarvan zouden later uitgroeien tot Nirvananummers: 'Spank Thru' (dat op From the Muddy Banks of the Wishkah zou verschijnen en op talloze bootlegs) en 'Downer', dat op niet-authentieke Bleach-uitgaven en Incesticide terechtkwam. Toen Krist Novoselic, een vriend van Kurt Cobain, de demo hoorde, was hij zo onder de indruk, dat hij hem vroeg samen een groep te vormen. Die groep zou later uitgroeien tot een van de grootste grungebands: Nirvana.

## Bezetting
- Kurt Cobain: zang, gitaar
- Dale Crover: drums